# Досон (Пенсилванија)
Досон (енгл. Dawson) град је у америчкој савезној држави Пенсилванија.

## Демографија
По попису из 2010. године број становника је 367, што је 84 (-18,6%) становника мање него 2000. године.
| Група             | 2000.       | 2010.       |
| Белци             | 450 (99,8%) | 353 (96,2%) |
| Афроамериканци    | 1 (0,2%)    | 4 (1,1%)    |
| Азијати           | 0 (0,0%)    | 0 (0,0%)    |
| Хиспаноамериканци | 0 (0,0%)    | 0 (0,0%)    |
| Укупно            | 451         | 367         |